# Österreichische Badminton-Bundesliga 2023/24
Die Österreichische Badminton-Bundesliga der Saison 2023/24 bestand aus einer Vorrunde im Modus Jeder-gegen-jeden und anschließenden Halbfinal- und Finalspielen. Meister wurde der ASV Pressbaum.

## Vorrunde
| Platz | Team                                          | Spiele | G | U | V  | Punkte | Spielpunkte | Sätze  | Bälle     |
| ----- | --------------------------------------------- | ------ | - | - | -- | ------ | ----------- | ------ | --------- |
| 1     | ASKÖ Traun                                    | 10     | 8 | 2 | 0  | 32     | 59-21       | 123-55 | 3384-2641 |
| 2     | ASV Pressbaum                                 | 10     | 8 | 1 | 1  | 30     | 58-22       | 125-58 | 3482-2840 |
| 3     | Union BSC Wolfurt                             | 10     | 6 | 0 | 4  | 23     | 45-35       | 100-87 | 3364-3283 |
| 4     | Badminton Mödling                             | 10     | 4 | 0 | 6  | 21     | 42-38       | 96-81  | 3021-3037 |
| 5     | BSC 70 Linz                                   | 10     | 2 | 1 | 7  | 10     | 26-54       | 66-119 | 3110-3497 |
| 6     | Österreichische Turn- und Sportunion Ohlsdorf | 10     | 0 | 0 | 10 | 4      | 10-70       | 32-142 | 2466-3529 |

## Halbfinale
- ASV Pressbaum – Badminton Mödling: 5:1
- ASKÖ Traun – Union BSC Wolfurt: 5:2

## Finale
- ASV Pressbaum – ASKÖ Traun: 5:2, 4:4, 5:2